# Echium hypertrophicum
Echium hypertrophicum är en strävbladig växtart som beskrevs av Philip Barker Webb. Echium hypertrophicum ingår i släktet snokörter, och familjen strävbladiga växter. Inga underarter finns listade i Catalogue of Life.